# 하비에르 사비올라
하비에르 페드로 사비올라 페르난데스(스페인어: Javier Pedro Saviola Fernández xaˈβjeɾ ˈpeðɾo saˈβjola feɾˈnandes[*], 1981년 12월 11일, 부에노스 아이레스 ~ )는 은퇴한 아르헨티나의 프로 축구 선수로, 현역 시절 공격수로 활약했다.
민첩성, 드리블, 그리고 어느 공격 임무를 수행하는지 간에 득점을 기록하는 능력을 지닌 그는 바르셀로나와 레알 마드리드를 모두 거쳤고, 펠레가 2004년에 선정한 살아있는 선수 125명의 목록인 FIFA 100의 목록에 오른 최연소 선수가 되었다. 그는 혈통에 따라 2004년에 스페인 국적을 취득하여 라 리가에 8시즌을 머물며 총 196경기를 뛰어 70골을 기록했다. 그가 성인 무대 신고식을 치른 곳은 리버 플레이트였다.
7년 동안 아르헨티나 국가대표였던 사비올라는 2004년 코파 아메리카와 2006년 FIFA 월드컵에 자국을 대표로 참가했고, 전자의 대회에서 조국의 결승행에 일조했다. 그는 2004년 하계 올림픽 금메달의 주역들 중 한 명이기도 했다.

## 클럽 경력

### 리버 플레이트
토끼 (El Conejo) 라는 별칭을 가진 부에노스 아이레스 출신의 사비올라는 16세의 나이에 리버 플레이트 신고식을 치렀고, 구단에서 즉시 다득점 선수로 정평이 났다.
그는 리버 플레이트의 1999년 아페르투라와 2000년 클라우수라 우승에 일조했고, 1999년에는, 남아메리카 올해의 축구 선수로 선정되었다. 불과 18세였던 사비올라는 열광케 하는 유망주라는 명성을 얻었고, 디에고 마라도나의 잠재적인 후계자로도 언급되었는데, 특히 후자는 1978년에 마라도나의 기록을 깨고 최연소 득점왕 기록을 세우면서 수식되기 시작했다.

### 바르셀로나
2001년, 사비올라는 불과 19세의 나이에 해외로 무대를 옮기게 되었고, £15M에 바르셀로나 선수가 되었다. 그는 얼마 지나지 않아 스페인 시민권을 따내어 스페인 리그의 구단별 최다 비유럽 연합 선수 보유 제한 대상에서 제외되었다. 카를레스 렉사치 감독의 지도 하에, 그는 첫 시즌 17골을 기록하여 라 리가 최다 득점 공동 4위를 기록했다.

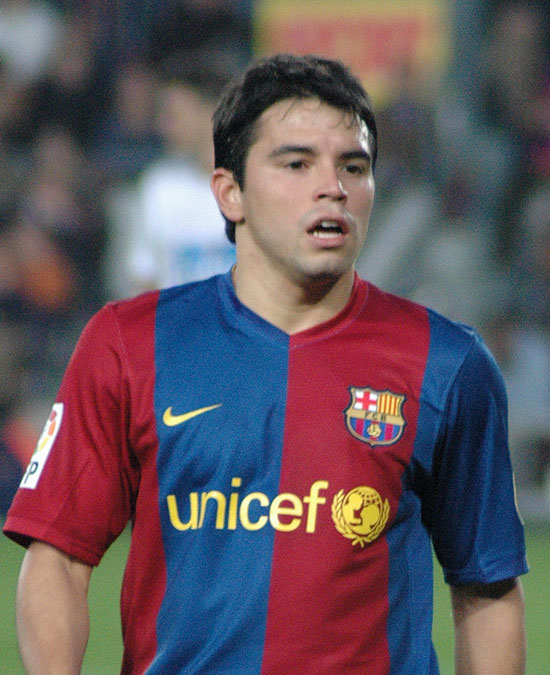
바르셀로나의 사비올라

사비올라의 2년차는 순탄치 않게 흘러갔는데, 그는 전반기에 2골을 넣는데 그쳤다. 판 할이 해임되고 라도미르 안티치가 바르셀로나 신임 감독으로 취임하면서, 그는 시즌 후반기에 11골을 추가했다. 그 다음 시즌, 프랑크 레이카르트가 신임 감독으로 취임하였고, 그는 리그에서만 14골을 넣었지만, 오랜 기간 함께 공격을 맡은 파트릭 클라위버르트에 밀려 전력 외로 평가되었다.
사비올라는 2004년 여름에 리그 1의 모나코에 임대로 합류했다. 그는 레이카르트 감독의 계획에서 밀려나 이듬해에도 임대를 갔는데, 이번에는 레알 마드리드로 떠난 줄리우 바프티스타를 대체하기 위해 같은 스페인 리그의 세비야로 임대되었다. 그는 임대를 간 새 소속 구단에서 유럽대항전 우승을 거두었는데, UEFA컵 정상에 올랐다. 그는 리그에서도 9골을 기록했고, 소속 구단의 5위에 일조했다.
사비올라는 2006-07 시즌에 바르셀로나로 복귀해 출전한 18번의 리그 경기 중 6번을 선발로 나서서 5골을 넣었다. 그는 사뮈엘 에토 등의 동료의 부상으로 대부분의 출전 기회를 잡았는데, 그 시즌 코파 델 레이 경기에서 5골을 더 넣었는데, 알라베스 (안방에서 3-2 승리, 합계 5-2)를 상대로는 해트트릭도 기록했다.

### 레알 마드리드
2007년 7월 10일, 레알 마드리드는 바르셀로나와의 계약이 만료된 사비올라와 3년 계약을 맺었다. 비록 높은 이적료에 입단했지만, 그는 레알 마드리드에서 컵 경기 출장에 그치고 리그와 UEFA 챔피언스리그 경기에 주로 교체로 간간히 출전하며 어려운 시간을 보냈다.
클라스-얀 휜텔라르의 합류는 사비올라의 출전 기회를 더 줄였고, 그는 레알 마드리드에서 28번의 경기에 출전해 5골을 기록하는데 그쳤다.

### 벤피카

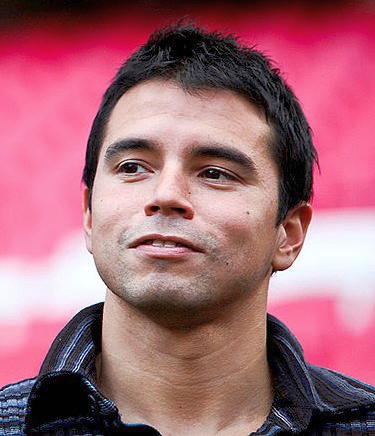
벤피카 입단식의 사비올라

2009년 6월 26일, 벤피카와 레알 마드리드는 €5M에 사비올라의 포르투갈행에 합의를 보았고, 그는 3년 계약을 맺고, 1년 연장할 권한도 가져갔다. 그에 €30M의 인수 조항도 붙었다. 그는 시옹과의 친선전에서 페널티킥으로 구단 첫 골을 기록했고, 7월 16일에는 2골을 넣어 벤피카를 과디아나 트로피 결승전에 올려놓았다.
2009년 10월 22일, 사비올라는 5-0으로 이긴 에버턴과의 UEFA 유로파리그 경기에서 2골을 추가해 5-0 승리를 견인했고, (그는 2-0으로 이긴 리버풀과의 2번째 경기에서도 득점을 올렸다.) 6-1 대승을 거둔 나시오날과의 나흘 뒤 독수리 군단 (Águias)의 프리메이라리가 경기에서도 2골을 기록했다.
12월 6일, 사비올라는 4-0으로 이긴 아카데미카 드 코임브라와의 안방 경기에서 발등으로 골을 차 넣었다. 12월 20일, 그는 숙적 포르투와의 안방 경기에서 1-0 결승골의 주인공이 되었다. 그는 파라과이의 오스카르 카르도소와 협력 하여 위협적인 공격진을 이루었고, 둘은 50골 이상을 합작했다.
2010년 1월 3일, 프리메이라리가 이달의 선수로 선정된 후, 사비올라는 나시오날을 상대로 또다시 결승골을 기록했고, 원정에서 패한 히우 아브와의 경기에서도 46분에 영패를 면하는 골을 기록했다. 3월 7일, 그는 3-1로 이긴 파수스 드 페헤이라와의 안방 경기에서 통산 19호골을 기록했고, 독수리 군단은 5년 만에 리그 우승을 거두었다.

### 말라가
2012-13 시즌 여름 이적 시장 종료를 몇 시간 앞두고, 사비올라는 말라가 이적에 합의를 보았다. 그는 1-0으로 이긴 사라고사와의 9월 1일 경기에 45분 출전해 말라가 첫 경기를 치렀다.
2012년 9월 15일, 3-1로 이긴 레반테와의 안방 경기에서 1골을 기록하고 1도움을 적립했다. 그는 이어지는 경기에서 득점 행진을 이어나갔는데, 그는 3-0으로 이긴 제니트와의 말라가 사상 첫 UEFA 챔피언스리그 조별 리그 경기에서 골을 넣어 3-0 승리를 공헌했다.

### 올림피아코스
2013년 7월 25일, 사비올라는 그리스 정상의 올림피아코스와 2년 계약을 맺었다. 8월 25일, 그는 아트로미토스와의 안방 경기에서 후반 시작과 함께 교체로 들어가 수페르리가 엘라다 첫 골을 넣어 2-1 역전승에 일조했다. 12월 10일, 그는 카라이스카키스에서 벌어진 안데를레흐트와의 조별 리그 최종전에서 2골을 기록해 3-1 승리에 일조했지만, 페널티킥을 실축하기도 했고, 피레아스 연고 구단이 2위를 차지해 소속 구단인 친정 벤피카를 제치고 조 2위로 토너먼트전에 진출할 수 있게 했다.

### 엘라스 베로나
2014년 9월 2일, 사비올라는 세리에 A의 엘라스 베로나로 이적했다. 9월 22일, 그는 2-2로 비긴 제노아와의 안방 경기에 선발로 첫 공식전을 치렀고, 12월 2일에는 페루자와의 코파 이탈리아 안방 경기에서 1-0 결승골이자 자신의 첫 골을 기록했다.
2015년 1월 25일, 그는 아탈란타와의 안방 경기에서 1-0 결승골이자 리그에서의 처음이며 마지막 골이 된 골을 넣었다.

### 리버 플레이트 복귀
2015년 6월 30일, 리버 플레이트는 사비올라의 구단 복귀를 발표했다. 그는 2년차에 무득점으로 침묵하면서 이듬해 1월에 구단을 떠났다.
34세의 사비올라는 은퇴 직후 안도라 프리메라 디비지오의 오르디노 수석 코치로 부임했다.

## 국가대표팀 경력

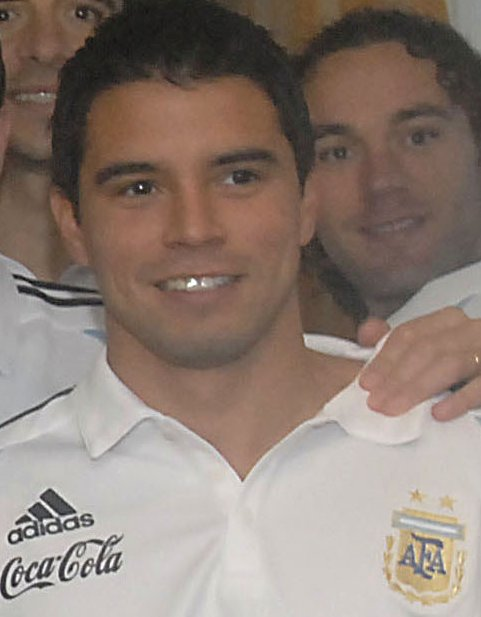
2007년, 아르헨티나 국가대표팀의 사비올라

사비올라는 아르헨티나에서 열린 2001년 FIFA U-20 월드컵의 주역이다. 그는 대회의 최다 득점자와 최우수 선수로 모두 선정되었고, 자국 대표팀은 우승을 차지했다. 7경기에서 11골을 득점한 그는, 대회 역대 최다 득점자의 기록을 지니고 있다.
2년 후, 사비올라는 2004년 하계 올림픽의 금메달 주역이었다. 마르셀로 비엘사 감독의 지휘 하에 그는 성인 국가대표팀에서 별로 많지 않은 출전 기회를 받았으며, 정작 2002년 FIFA 월드컵에서는 비엘사가 아르헨티나 축구 국가대표팀을 반쯤 가브리엘 바티스투타 개인 사유물화 시키며 그와 더불어 그라운드에서 활용하지도 않을 클라우디오 카니히아를 무리하게 엔트리 멤버로 선발하느라 사비올라를 제외시켰다. 하지만 이게 패착으로 이어지면서 아르헨티나 축구 국가대표팀이 약체 스웨덴 축구 국가대표팀의 낮디 낮은 벽조차 못 넘고 조별리그에서 탈락하자 비엘사는 성인 국가대표 감독에서 물러나고 U-23 국가대표 감독으로 좌천되었는데 그 때는 사비올라를 발탁해 2004년 하계 올림픽에 출전 시켰다. 2004년에 비엘사 감독이 사임하고 청소년 국가대표팀 시절 그의 지도자였던 호세 페케르만 감독이 새로 취임하면서 상황이 그에게 유리하게 돌아갔다. 그는 2004년 코파 아메리카와 2005년 FIFA 컨페더레이션스컵의 결승행 주역이기도 하며 전자의 대회에서 3번, 후자의 대회에서는 1번 골망을 갈랐다.
사비올라는 2006년 FIFA 월드컵에서 아르헨티나를 대표하기 위해 차출되어 루시아노 피게로아와 루시아노 가예티와 그와 같은 자리를 놓고 경합했지만, 소속 구단 세비야에서 훌륭한 활약을 바탕으로 선수단에 명함을 내밀 수 있었다. 그는 코트디부아르와의 자국 1차전 경기에서 득점을 올렸고, 세르비아 몬테네그로와의 다음 조별 리그 경기에서는 2번 도움을 주어 6-0 승리에 일조했다.
2009년 12월 5일, 사비올라는 불과 28세의 나이에 국가대표팀 은퇴를 선언했다. 그는 아르헨티나 선수로 활약할 시기는 끝났다고 표의했고, 소속 구단에 집중하기 원한다고 덧붙였다.

## 스폰서십
사비올라는 스포츠 용품 제작사 나이키의 후원을 받아 나이키 광고에 출연했다. 대한민국과 일본에서 열린 2002년 FIFA 월드컵 기간에 전세계적으로 방영된 [[테리 질리엄 감독의 "비밀 대회" ("전갈 KO"로 명명) 광고에 루이스 피구, 티에리 앙리, 나카타 히데토시, 호베르투 카를루스, 호나우지뉴, 호나우두, 그리고 프란체스코 토티와 함께 출연했고, 전 선수였던 에리크 캉토나가 대회 "심판"을 맡았다.

## 경력 통계

### 클럽
2015년 5월 30일 기준
| 클럽          | 시즌       | 리그              | 리그              | 컵               | 컵               | 리그 컵                | 리그 컵                | 대륙       | 대륙       | 합계  | 합계  |
| 클럽          | 시즌       | 출장              | 골                | 출장             | 골               | 출장                   | 골                     | 출장       | 골         | 출장  | 골    |
| 아르헨티나    | 아르헨티나 | 리그              | 리그              | 컵               | 컵               | 리그 컵                | 리그 컵                | 남아메리카 | 남아메리카 | 합계  | 합계  |
| ------------- | ---------- | ----------------- | ----------------- | ---------------- | ---------------- | ---------------------- | ---------------------- | ---------- | ---------- | ----- | ----- |
| 리버 플레이트 | 1998–99    | 19                | 6                 |                  |                  | —                      | —                      | —          | —          | 19    | 6     |
| 리버 플레이트 | 1999–2000  | 33                | 19                |                  |                  | —                      | —                      | —          | —          | 33    | 19    |
| 리버 플레이트 | 2000–01    | 34                | 20                |                  |                  | —                      | —                      | —          | —          | 34    | 20    |
| 스페인        | 스페인     | 리그              | 리그              | 코파 델 레이     | 코파 델 레이     | 수페르코파 데 에스파냐 | 수페르코파 데 에스파냐 | 유럽       | 유럽       | 합계  | 합계  |
| 바르셀로나    | 2001–02    | 36                | 17                | 1                | 0                | —                      | —                      | 11         | 4          | 48    | 21    |
| 바르셀로나    | 2002–03    | 36                | 13                | 1                | 0                | —                      | —                      | 14         | 7          | 51    | 20    |
| 바르셀로나    | 2003–04    | 33                | 14                | 5                | 2                | —                      | —                      | 7          | 3          | 45    | 19    |
| 프랑스        | 프랑스     | 리그              | 리그              | 쿠프 드 프랑스   | 쿠프 드 프랑스   | 쿠프 드 라 리그        | 쿠프 드 라 리그        | 유럽       | 유럽       | 합계l | 합계l |
| 모나코 (임대) | 2004–05    | 29                | 7                 | 0                | 0                | 1                      | 0                      | 7          | 4          | 37    | 11    |
| 스페인        | 스페인     | 리그              | 리그              | 코파 델 레이     | 코파 델 레이     | 수페르코파 데 에스파냐 | 수페르코파 데 에스파냐 | 유럽       | 유럽       | 합계  | 합계  |
| 세비야 (임대) | 2005–06    | 29                | 9                 | 0                | 0                | —                      | —                      | 13         | 6          | 42    | 15    |
| 바르셀로나    | 2006–07    | 18                | 5                 | 5                | 5                | —                      | —                      | 1          | 0          | 24    | 10    |
| 레알 마드리드 | 2007–08    | 9                 | 3                 | 6                | 0                | —                      | —                      | 2          | 0          | 17    | 3     |
| 레알 마드리드 | 2008–09    | 8                 | 1                 | 2                | 1                | —                      | —                      | 2          | 0          | 12    | 2     |
| 포르투갈      | 포르투갈   | 리그              | 리그              | 타사 드 포르투갈 | 타사 드 포르투갈 | 타사 다 리가           | 타사 다 리가           | 유럽       | 유럽       | 합계  | 합계  |
| 벤피카        | 2009–10    | 27                | 11                | 2                | 1                | 4                      | 1                      | 11         | 6          | 44    | 19    |
| 벤피카        | 2010–11    | 24                | 9                 | 6                | 3                | 3                      | 1                      | 12         | 1          | 45    | 14    |
| 벤피카        | 2011–12    | 18                | 4                 | 2                | 1                | 5                      | 1                      | 6          | 0          | 31    | 6     |
| 스페인        | 스페인     | 리그              | 리그              | 코파 델 레이     | 코파 델 레이     | 수페르코파 데 에스파냐 | 수페르코파 데 에스파냐 | 유럽       | 유럽       | 합계  | 합계  |
| 말라가        | 2012–13    | 27                | 8                 | 4                | 0                | —                      | —                      | 6          | 1          | 37    | 9     |
| 그리스        | 그리스     | 수페르리가 엘라다 | 수페르리가 엘라다 | 그리스 컵        | 그리스 컵        | —                      | —                      | 유럽       | 유럽       | 합계  | 합계  |
| 올림피아코스  | 2013–14    | 25                | 12                | 4                | 0                | —                      | —                      | 5          | 2          | 34    | 14    |
| 올림피아코스  | 2014–15    | 1                 | 0                 | 0                | 0                | —                      | —                      | 0          | 0          | 1     | 0     |
| 이탈리아      | 이탈리아   | 세리에 A          | 세리에 A          | 코파 이탈리아    | 코파 이탈리아    | —                      | —                      | 유럽       | 유럽       | 합계  | 합계  |
| 엘라스 베로나 | 2014–15    | 15                | 1                 | 1                | 1                | —                      | —                      | —          | —          | 16    | 2     |
| 아르헨티나    | 아르헨티나 | 86                | 45                |                  |                  | —                      | —                      | —          | —          | 86    | 45    |
| 스페인        | 스페인     | 196               | 70                | 24               | 8                | 13                     | 3                      | 56         | 21         | 289   | 102   |
| 프랑스        | 프랑스     | 29                | 7                 | 0                | 0                | 1                      | 0                      | 7          | 4          | 37    | 11    |
| 포르투갈      | 포르투갈   | 69                | 24                | 10               | 5                | 12                     | 3                      | 29         | 7          | 120   | 39    |
| 그리스        | 그리스     | 26                | 12                | 4                | 0                | —                      | —                      | 5          | 2          | 35    | 14    |
| 이탈리아      | 이탈리아   | 15                | 1                 | 1                | 1                | —                      | —                      | —          | —          | 16    | 2     |
| 경력 합계     | 경력 합계  | 421               | 159               | 39               | 14               | 26                     | 6                      | 97         | 34         | 583   | 213   |

### 국가대표팀
| 아르헨티나 | 아르헨티나 | 아르헨티나 |
| 연도       | 출장       | 골         |
| ---------- | ---------- | ---------- |
| 2000       | 1          | 0          |
| 2001       | 0          | 0          |
| 2002       | 3          | 0          |
| 2003       | 8          | 3          |
| 2004       | 10         | 5          |
| 2005       | 8          | 1          |
| 2006       | 5          | 1          |
| 2007       | 4          | 1          |
| 합계       | 39         | 11         |

### 국가대표팀 득점 기록
아래의 점수에서 왼쪽의 점수가 아르헨티나의 점수이다.
| #   | 날짜             | 경기장                                     | 상대         | 점수 | 최종결과 | 대회                         |
| --- | ---------------- | ------------------------------------------ | ------------ | ---- | -------- | ---------------------------- |
| 1.  | 2003년 4월 20일  | 6월 11일, 트리폴리, 리비아                 | 리비아       | 1–0  | 3–1      | 친선경기                     |
| 2.  | 2003년 6월 8일   | 나가이 육상 경기장, 오사카, 일본           | 일본         | 1–0  | 4–1      | 친선경기                     |
| 3.  | 2003년 6월 11일  | 서울 월드컵 경기장, 서울, 대한민국         | 대한민국     | 1–0  | 1–0      | 친선경기                     |
| 4.  | 2004년 6월 30일  | 자이언츠 스타디움, 이스트 러더퍼드, 미국   | 페루         | 2–0  | 2–1      | 친선경기                     |
| 5.  | 2004년 7월 7일   | 엘리아스 아기레, 치클라요, 페루            | 에콰도르     | 2–1  | 6–1      | 2004년 코파 아메리카         |
| 6.  | 2004년 7월 7일   | 엘리아스 아기레, 치클라요, 페루            | 에콰도르     | 3–1  | 6–1      | 2004년 코파 아메리카         |
| 7.  | 2004년 7월 7일   | 엘리아스 아기레, 치클라요, 페루            | 에콰도르     | 4–1  | 6–1      | 2004년 코파 아메리카         |
| 8.  | 2004년 11월 17일 | 엘 모누멘탈, 부에노스 아이레스, 아르헨티나 | 베네수엘라   | 3–1  | 3–2      | 2006년 FIFA 월드컵 예선전    |
| 9.  | 2005년 6월 15일  | 뮌게어스도퍼 슈타디온, 쾰른, 독일          | 튀니지       | 2–0  | 2–1      | 2005년 FIFA 컨페더레이션스컵 |
| 10. | 2006년 6월 10일  | 폴크스파르크슈타디온, 함부르크, 독일       | 코트디부아르 | 2–0  | 2–1      | 2006년 FIFA 월드컵           |
| 11. | 2007년 2월 7일   | 스타드 드 프랑스, 생드니, 프랑스           | 프랑스       | 1–0  | 1–0      | 친선경기                     |

## 수상

### 클럽
리버 플레이트
- 아르헨티나 프리메라 디비시온: 1999년 아페르투라, 2000년 클라우수라[36]
- 코파 리베르타도레스: 2015
- FIFA 클럽 월드컵 준우승: 2015

세비야
- UEFA컵: 2005–06[36]

바르셀로나
- 수페르코파 데 에스파냐: 2006
- UEFA 슈퍼컵 준우승: 2006
- FIFA 클럽 월드컵 준우승: 2006

레알 마드리드
- 라 리가: 2007–08
- 수페르코파 데 에스파냐: 2008

벤피카
- 프리메이라리가: 2009–10
- 타사 다 리가: 2009–10, 2010–11, 2011–12
- 수페르타사 칸디두 드 올리베이라 준우승: 2010

올림피아코스
- 수페르리가 엘라다: 2013–14[36]

### 국가대표팀
아르헨티나 U-20
- FIFA U-20 월드컵: 2001

아르헨티나 U-23
- 하계 올림픽: 2004

아르헨티나
- 코파 아메리카 준우승: 2004[36]
- FIFA 컨페더레이션스컵 준우승: 2005[36]
- 기린컵: 2003

### 개인
- 아르헨티나 프리메라 디비시온 득점왕: 1999년 아페르투라
- 남아메리카 올해의 축구 선수: 1999
- 남아메리카 올해의 팀: 1999[38]
- 아르헨티나 올해의 선수: 1999
- FIFA U-20 월드컵 득점왕: 2001[39]
- FIFA U-20 월드컵 최우수 선수: 2001[39]
- 프리메이라리가 이달의 선수: 2009년 12월
- 불라 드 오우루: 2010
- 트로페오 EFE: 2001–02
- FIFA 100

## 날짜
1. 1 2  Monti, Fabio (2001년 7월 7일). “Saviola come Diego, al Barcellona da re (디에고처럼 바르셀로나에서 왕이었던 사비올라)” (이탈리아어). Corriere della Sera. 2015년 2월 7일에 확인함.
2. ↑  El 'Mono' Burgos bautizó a Saviola como el 'Conejo' (사비올라를 '토끼'라 부른 '원숭이' 부르고스); Mundo Deportivo, 2001년 7월 22일 (스페인어)
3. ↑  Interview with Javier Saviola 보관됨 2011-09-21 - 웨이백 머신; The Argentina Independent, 2008년 10월 10일
4. ↑  “Can Saviola repeat Maradona's feat?”. FIFA.com. 2001년 6월 15일. 2015년 4월 2일에 원본 문서에서 보존된 문서. 2015년 3월 3일에 확인함.
5. 1 2  Williamson, Laura (2009년 5월 28일). “Is United's destroyer Lionel Messi the first 'New Maradona' worthy of the name?”. Daily Mail. 2015년 3월 3일에 확인함.
6. ↑  Javier Saviola 보관됨 2012-10-16 - 웨이백 머신; at Sky Sports
7. ↑  Saviola seguirá en el Barça aunque Rijkaard no cuenta con él (레이카르트가 그를 원치 않는데 불구하고 바르사에서 계속할 사비올라); El Mundo, 2006년 8월 31일 (스페인어)
8. ↑  El Barcelona golea sin problemas al Badalona y Saviola se aprovecha (바달로나에 손쉽게 대승을 거둔 바르셀로나와 이득을 취한 사비올라); Marca, 2006년 11월 8일 (스페인어)
9. ↑  Sublime Saviola sinks Alavés; UEFA.com, 2007년 1월 17일
10. ↑  Saviola to sign off at Barça; UEFA.com, 2007년 6월 18일
11. ↑  Saviola: "Voy a dar la vuelta a esta situación" (사비올라: "저는 상황을 뒤집을 것입니다."); Marca, 2008년 4월 7일 (스페인어)
12. ↑  Saviola: "Mi situación en el Madrid es intolerable" (Saviola: "My situation in Madrid is intolerable"); Marca, 2009년 1월 24일 (스페인어)
13. ↑  Europa League: Everton humbled, Fulham denied 보관됨 2012-10-20 - 웨이백 머신; ESPN Soccernet, 2009년 10월 22일
14. ↑  Unstoppable Benfica crush Nacional 보관됨 2013-03-19 - 웨이백 머신; PortuGOAL, 2009년 10월 26일
15. ↑  Cardozo and Saviola show fires Benfica to another big win 보관됨 2013-03-19 - 웨이백 머신; PortuGOAL, 2009년 12월 6일
16. ↑  Saviola fires Benfica to victory in classico 보관됨 2009-12-19 - 웨이백 머신; PortuGOAL, 2009년 12월 20일
17. ↑  Liedson hits four for Sporting; Benfica go three points clear at table top 보관됨 2013-03-19 - 웨이백 머신; PortuGOAL, 2010년 3월 7일
18. ↑  Bonachera, Rocío (2012년 8월 31일). “Saviola: "Trataré de aportar lo máximo al equipo" (사비올라: "저는 제가 우리 선수단에 할 수 있을 만큼 최선을 다할 것입니다.")” (스페인어). Vavel. 2012년 8월 31일에 확인함.
19. ↑  “Real Zaragoza 0–1 Málaga”. ESPN Soccernet. 2012년 9월 1일. 2012년 9월 3일에 확인함.
20. ↑  “Mágico Saviola, histórico Málaga (마법의 사비올라, 역사적인 말라가)” (스페인어). Marca. 2012년 9월 15일. 2012년 9월 17일에 확인함.
21. ↑  Magical Málaga make it a debut to remember; UEFA.com, 2012년 9월 18일
22. ↑  Javier Saviola completes switch to Olympiacos; Sky Sports, 2013년 7월 24일
23. ↑  “Saviola the hero as Olympiacos squeeze through”. UEFA.com. 2013년 12월 10일. 2013년 12월 10일에 확인함.
24. ↑  “Verona, ecco Saviola, il bomber argentino del Barcellona prima di Messi (베로나, 메시 이전의 아르헨티나 폭격기 사비올라 영입)” (이탈리아어). La Gazzetta dello Sport. 2014년 9월 2일. 2014년 10월 19일에 확인함.
25. ↑  “Verona salvage stalemate”. Sky Sports. 2014년 9월 24일. 2014년 10월 19일에 확인함.
26. ↑  “Verona-Perugia 1–0: Saviola manda i gialloblù agli ottavi con la Juve (베로나 1-0 페루자: 유벤투스와의 16강전에 황청 군단을 올린 사비올라)” (이탈리아어). La Gazzetta dello Sport. 2014년 12월 2일. 2014년 12월 5일에 확인함.
27. ↑  “Serie A: Javier Saviola nets winner for Verona against Atalanta”. Sky Sports. 2015년 1월 25일. 2015년 6월 27일에 확인함.
28. ↑  “Saviola, mano a mano en su vuelta a River (사비올라 리버 플레이트 복귀에 관해 1대1)” (스페인어). Club Atlético River Plate. 2015년 6월 30일. 2015년 7월 1일에 확인함.
29. ↑  “Saviola deja River (리버 플레이트를 떠난 사비올라)” (스페인어). Marca. 2016년 1월 7일. 2016년 2월 9일에 확인함.
30. ↑  “Saviola ficha por el Ordino de Andorra (사비올라를 영입한 안도라의 오르디노)” (스페인어). Marca. 2016년 9월 19일. 2016년 9월 19일에 확인함.
31. ↑  스웨덴은 2006년 FIFA 월드컵에서 16강에 진출한 이후 계속되는 지역 예선 탈락을 반복하며 2000년대에는 2018년 FIFA 월드컵에서 어부지리로 8강에 오른 것을 제외하면 성과가 전무한 약체로 전락한 상태이다. 그나마 2018년 월드컵에서도 스웨덴은 빈 껍데기인 독일에게 유일하게 패해서 망신을 당한 팀이다.
32. ↑  “Copa América 2004”. RSSSF. 2015년 2월 17일에 확인함.
33. ↑  “Argentina 6–0 Serbia & Montenegro”. BBC Sport. 2006년 6월 16일. 2015년 2월 17일에 확인함.
34. ↑  “A lighter shoe, cooler kits, a faster ball, a Secret Tournament – every touch counts”. Nike. 2002년 6월 2일에 원본 문서에서 보존된 문서. 2015년 5월 26일에 확인함.
35. ↑  Cozens, Claire (2002년 4월 3일). “Cantona hosts World Cup with a difference”. The Guardian. 2015년 5월 26일에 확인함.
36. 1 2 3 4 5 6 7 8 9  “J. Saviola”. Soccerway. 2014년 1월 4일에 확인함.
37. ↑  “Argentina – Record International Players”. RSSSF. 2016년 2월 9일에 확인함.
38. ↑  “South American Team of the Year”. RSSSF. 2009년 1월 19일. 2015년 3월 10일에 확인함.
39. 1 2  “FIFA World Youth Championship Argentina 2001 – Awards”. FIFA.com. 2014년 10월 9일에 원본 문서에서 보존된 문서. 2015년 2월 2일에 확인함.